# Rory Kennedy
Rory Elizabeth Katherine Kennedy (Washington, D.C., 12 de dezembro de 1968) é uma produtora cinematográfica americana. Como reconhecimento, foi nomeada ao Oscar 2015 na categoria de Melhor Documentário em Longa-metragem por Last Days in Vietnam.